# Susana Mendizábal
Susana Mendizábal Albizu (n. Jaca, Huesca; 29 de enero de 1962) es una exgimnasta española que compitió tanto en las disciplinas de gimnasia rítmica como de gimnasia artística. Es la primera gimnasta rítmica española en lograr una medalla en el Campeonato de Europa, al lograr la de bronce en el Campeonato Europeo de Madrid en 1978, siendo también hasta el momento la única obtenida en el concurso general individual de esta competición. Ese mismo año fue campeona de España absoluta de gimnasia rítmica. 

## Biografía deportiva

### Inicios
Susana comenzó su carrera como gimnasta a los 7 años de edad. Con 10 años entrenaba de forma diaria en el Club Natación Metropole de Las Palmas de Gran Canaria y participó en su primer Campeonato de España de Gimnasia Artística.

### Etapa en la selección nacional de gimnasia artística (1974 - 1975)
En 1974 viajó a Madrid para ingresar en la selección nacional de gimnasia artística a las órdenes de Ramón García Pascual. En esta etapa, obtuvo en 1974 los títulos nacionales de barra de equilibrio y salto de potro, y fue 44.ª en el Preolímpico de Canadá en 1975. A mediados de 1975, justo antes de los Juegos Mediterráneos de 1975, una grave caída de la barra de equilibrio le provocó una lesión cervical, lo que hizo que tuviera que llevar collarín durante 6 meses y que abandonara la práctica de gimnasia artística.

### Etapa en la selección nacional de gimnasia rítmica (1976 - 1980)
Durante la rehabilitación de su lesión, la seleccionadora nacional de gimnasia rítmica, Ivanka Tchakarova, le dio la oportunidad de incorporarse a la selección nacional de gimnasia rítmica. Ya en mayo de 1976, acudió con el resto de individuales de la selección de gimnasia rítmica a la Copa Stoudenska Tribouna de Sofía. En mayo de 1977 volvió a la Copa Stoudenska Tribouna de Sofía, donde fue 21ª en la general. En octubre de ese año fue 20.ª en el concurso general del Campeonato del Mundo de Basilea. En diciembre de 1977 fue bronce en la general del Campeonato de España Individual de Gimnasia Rítmica en Gijón. En mayo de 1978 disputó junto a María Jesús Alegre el Torneo Internacional de Corbeil-Essonnes, donde fue 8.ª en la general, 7.ª en cinta y 6.ª en mazas.
En noviembre de 1978 fue medalla de bronce en la general del Campeonato Europeo de Gimnasia Rítmica de Madrid, la primera edición de la competición. Esta medalla sigue siendo hasta el momento la única obtenida por España en la general individual de un Europeo. Además, Susana fue 4.ª en las finales de cuerda y cinta y 7.ª en la de pelota. En esta etapa era entrenada por Ivanka Tchakarova y las exgimnastas María José Rodríguez y Teresa López, y contaba además con José García Aguayo como pianista, ya que entonces la música era interpretada en directo durante las competiciones. 
En 1979 quedó 15.ª en la general del Campeonato del Mundo de Londres. En 1980, su último año en activo, fue 7.ª en la general de los Campeonatos de Europa de gimnasia rítmica de Ámsterdam, además de 4.ª en la final de cinta y 6.ª en la de mazas. También ha logrado 4 oros en la máxima categoría en el Campeonato de España Individual, incluyendo el del concurso general en 1978.

### Retirada de la gimnasia
Entre su retirada en 1980, y su elección como decana, en el currículum de Mendizábal figuran una licenciatura en INEF, la dirección de la Escuela Municipal de gimnasia de Las Rozas, el título de juez internacional, la vicepresidencia de la Real Federación Española de Gimnasia, varias publicaciones y una tesis doctoral en 2000 (Patología en gimnastas de rítmica de alto rendimiento, retiradas) que intentaba acabar con gran parte de los tópicos negativos -anorexia, falta de crecimiento- que se relacionaban con la gimnasia rítmica. Mendizábal presentó los deportes en el Informativo diario de Telecinco en los años 1995 y 1996. También fue comentarista de gimnasia y patinaje artístico en TVE entre 1981 y 1993, y retransmitió todas las disciplinas gimnásticas de los Juegos Olímpicos de Sídney 2000, normalmente junto a Paloma del Río.
Tras impartir varias asignaturas relacionadas con las habilidades gimnásticas en el INEF de Madrid, pasó en 1998 a la Universidad de Castilla-La Mancha en Toledo. Susana llegó a ocupar el cargo de decana en la Facultad de Ciencias del Deporte de la Universidad de Castilla-La Mancha. Fue elegida por unanimidad el 25 de mayo de 2005, permaneciendo en el puesto hasta el 25 de abril de 2012. Mendizábal imparte en la Facultad de Toledo cuatro asignaturas: Fundamentos de gimnasia rítmica y acrobacia, Especialización en gimnasia y acrobacia, Movimiento y expresión y Gimnasia rítmica de alto rendimiento. También lleva la jefatura de estudios de un máster para técnicos especialistas en alto rendimiento en Iberoamérica. Es además miembro de la Comisión de Atletas del Comité Olímpico Español.
Ha escrito varios libros, entre los que destacan Iniciación a la gimnasia rítmica 1: manos libres, cuerda y pelota (1985), Iniciación a la gimnasia rítmica 2: aro, cinta y maza (1987) y Fundamentos de la gimnasia rítmica: mitos y realidades (2001). También ha redactado documentos como el Plan de Mejoras 2007-2011 de la Titulación de Ciencias de la Actividad Física y del Deporte de la Universidad de Castilla-La Mancha, dentro del Programa de Evaluación Institucional 2005-2006.

## Legado e influencia
Mendizábal fue la primera gimnasta rítmica española en lograr una medalla en el Campeonato Europeo, al lograr el bronce en la general de la 1.ª edición, disputada en Madrid en 1978, siendo también hasta el momento la única medalla obtenida en el concurso general individual de esta competición. En el libro Pinceladas de rítmica, la exgimnasta Montse Martín y su hermano Manel atribuyen a Susana parte de la popularidad de la rítmica a nivel nacional al señalar que «[Marta Bobo fue] una de las 'culpables' de dar a conocer la gimnasia rítmica en España, junto a su predecesora, Susana Mendizábal». La periodista Luz Sánchez-Mellado indicó en un artículo en El País Semanal en 1993 que:

«Susana Mendizábal fue durante una época algo así como la novia nacional. A finales de los setenta, cuando España empezaba a salir del agujero, esta aragonesa se plantó en la final del campeonato de Europa y se trajo a casa un bronce que le supo a oro a la afición. La gimnasia rítmica se convirtió en un deporte popular. Si Susana había podido, otras podrían».

## Vida personal
Está casada y tiene 2 hijos: María y Jorge.

## Palmarés como gimnasta rítmica

### Selección española
| 1977 - Campeonato del Mundo de Basilea 20.ª en concurso general 1978 - Campeonato de Europa de Madrid Bronce en concurso general 4.ª en cuerda 4.ª en cinta 7.ª en pelota | 1979 - Campeonato del Mundo de Londres 15.ª en concurso general 1980 - Campeonato de Europa de Ámsterdam 7.ª en concurso general 4.ª en cinta 6.ª en mazas |

## Premios, reconocimientos y distinciones
- Copa Barón de Güell al mejor deportista español en el ámbito nacional en los Premios Nacionales del Deporte de 1978 (1979)[15]
- Distinción Especial de los Premios Ejército 2010 (2010)[16][17]

## Filmografía

### Programas de televisión
| Programas de televisión | Programas de televisión | Programas de televisión | Programas de televisión |
| Año                     | Título                  | Cadena                  | Notas                   |
| ----------------------- | ----------------------- | ----------------------- | ----------------------- |
| 2021                    | Conexión Vintage        | Teledeporte             | Entrevistada            |